# Costume funéraire de jade

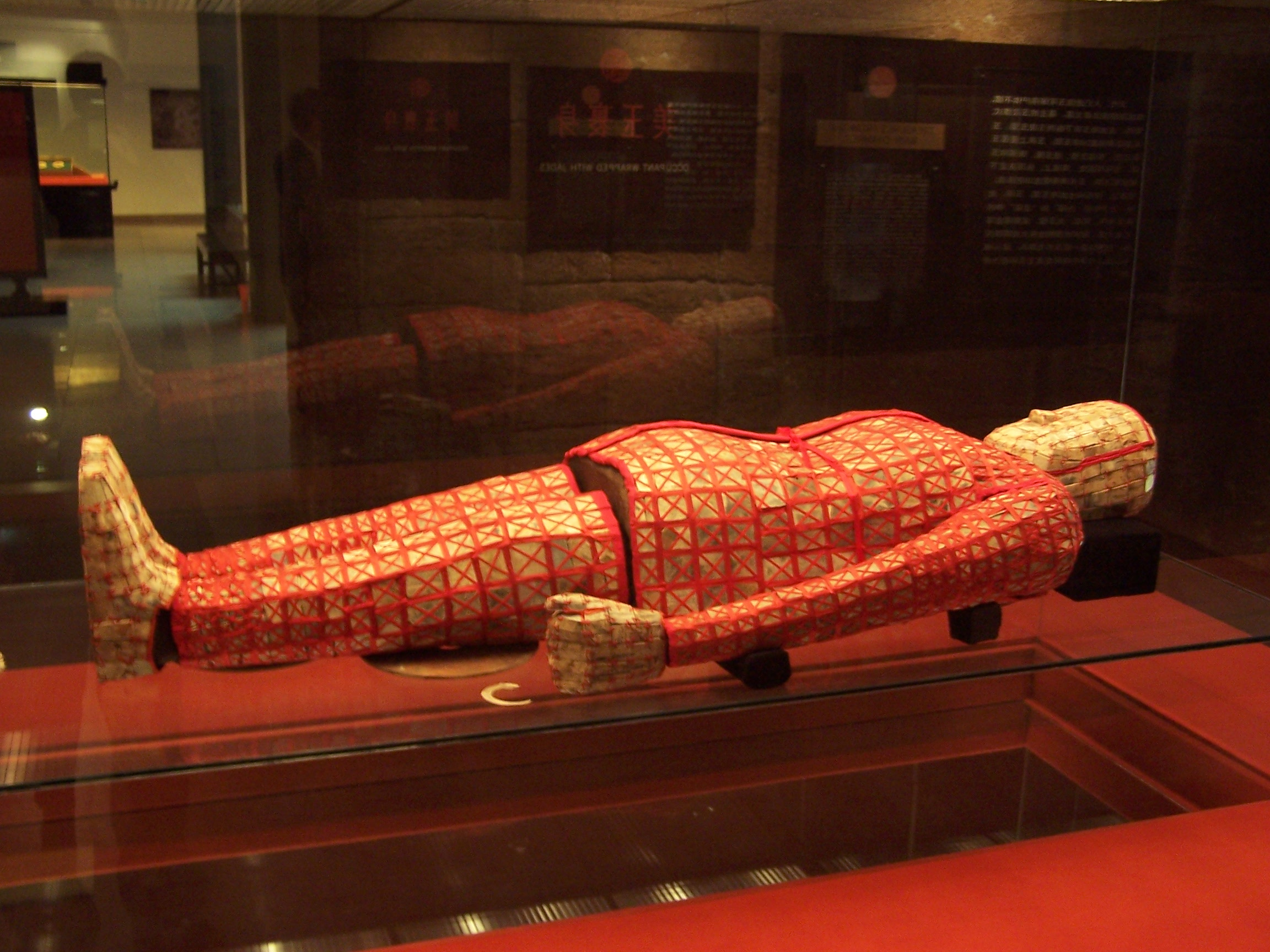
Costume funéraire de jade provenant du roi Wen.
Musée de la tombe du roi des Yue du Sud (Hans occidentaux), Canton.

Le costume funéraire de jade (chinois : 玉衣, pinyin : yù yī, « costume en jade ») est un costume de cérémonie constitué de plaquettes de jade. Il servait de vêtement funéraire à certains nobles de la dynastie Han. Les chinois croyaient que le jade avait des propriétés magiques et protégerait le corps du défunt de la décomposition.

## Structure
Les pièces des costumes de jade découverts sont principalement carrées ou rectangulaires ; les pièces triangulaires, trapézoïdales ou rhomboïdales (en forme de losange), sont plus rares. Elles sont souvent fixées par des fils, passés dans des petits trous aux angles de chacune. La matière utilisée est variable : plusieurs costumes possèdent des fils d'or ou d'argent. D'autres, comme celui du roi de Nanyue, possèdent des fils de soie, ou des rubans de soie qui couvrent la limite des plaquettes.

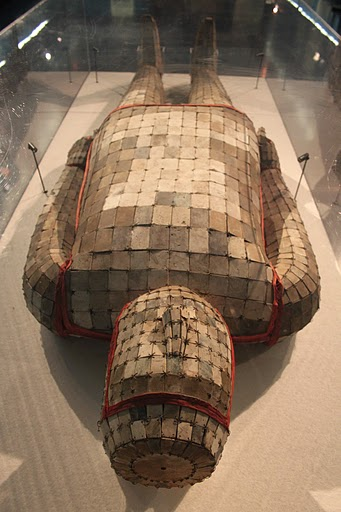
Costume de jade des Han orientaux, aux pièces fixées par des fils d'argent.

Dans certains cas, des pièces de jade supplémentaires ont été découvertes en dessous du masque, notamment des plaques sculptées couvrant les yeux, et des bouchons fermant les oreilles et le nez.
Selon le Livre des Han postérieurs, le type de fil utilisé dépendait du statut de la personne inhumée. Les costumes des empereurs avaient des fils d'or, ceux des princes et princesses, des ducs et des marquis, des fils d'argent ; les enfants de ceux qui avaient droit aux fils d'argent recevaient des fils de cuivre. Les aristocrates de moindre rang avaient droit à des fils de soie, et personne d'autre ne pouvait être enterré dans un costume de jade. L'examen des costumes connus, comme ceux découverts dans le district de Mancheng, a cependant révélé que ces règles n'étaient pas toujours respectées. Étant donné la taille du pays et la lenteur des communications, il est possible que les matériaux et les techniques utilisés aient pu différer des normes officielles.
Les costumes funéraires de jade étaient extrêmement coûteux, et, seuls les plus riches pouvaient se les offrir. Outre la valeur de la matière première, leur fabrication mobilisait un personnel nombreux durant un temps considérable : on estime qu'il fallait plusieurs années pour fabriquer chaque costume.

## Histoire
Beaucoup d'archéologues ont cru que les costumes funéraires de jade relevaient des mythes et légendes. Ce n'est pas avant 1968 que deux costumes complets furent découverts dans les tombes de Liu Sheng et Dou Wan, dans le district de Mancheng, dans le Hebei. Leurs costumes étaient constitués de 2 498 plaquettes de jade assemblées avec 1,1 kg de fil d'or.
En 1973, un costume funéraire de jade appartenant au prince Huai, de la dynastie des Hans occidentaux fut découvert à Dingxian, dans le Hebei. Il comportait 1 203 morceaux de jade et 2 580 grammes de fil d'or.
En 1983, un autre costume de jade fut découvert dans la tombe de Zhao Mo, le deuxième roi des Yue du Sud, à Canton (règne de 137 à 122 avant notre ère). Les fils de soie rouge utilisés pour lier les 2 291 plaquettes de jade traduisent l'immersion de Zhao Mo dans la culture du Nam Viet. Ce costume est visible au Musée de la tombe du roi des Yue du Sud (Hans occidentaux).
On pense aujourd'hui que les costumes funéraires de jade étaient en fait relativement communs parmi les riches aristocrates de la dynastie Han, mais que la plupart ont disparu, volés par des pilleurs de tombe.